# Ronda 3 de GP2 Series de 2009
A ronda em Istanbul Park foi a terceira do campeonato GP2 Series em 2009.

## Classificações

### Corrida 1

#### Qualificação
| Pos | Piloto              | Equipe                        | Volta    | Diferença | Grid |
| --- | ------------------- | ----------------------------- | -------- | --------- | ---- |
| 1   | Nico Hülkenberg     | ART Grand Prix                | 1:34.404 | —         | 1    |
| 2   | Luca Filippi        | Super Nova Racing             | 1:34.515 | +0.111    | 2    |
| 3   | Romain Grosjean     | Barwa Addax Team              | 1:34.586 | +0.182    | 3    |
| 4   | Vitaly Petrov       | Barwa Addax Team              | 1:34.713 | +0.309    | 4    |
| 5   | Karun Chandhok      | Ocean Racing Technology       | 1:34.762 | +0.358    | 5    |
| 6   | Andreas Zuber       | FMS International             | 1:34.922 | +0.518    | 6    |
| 7   | Álvaro Parente      | Ocean Racing Technology       | 1:35.017 | +0.613    | 7    |
| 8   | Javier Villa        | Super Nova Racing             | 1:35.020 | +0.616    | 8    |
| 9   | Roldán Rodríguez    | Piquet GP                     | 1:35.105 | +0.701    | 9    |
| 10  | Davide Valsecchi    | Durango                       | 1:35.113 | +0.709    | 10   |
| 11  | Alberto Valerio     | Piquet GP                     | 1:35.141 | +0.737    | 11   |
| 12  | Giedo van der Garde | iSport International          | 1:35.151 | +0.747    | 141  |
| 13  | Pastor Maldonado    | ART Grand Prix                | 1:35.193 | +0.789    | 12   |
| 14  | Lucas di Grassi     | Fat Burner Racing Engineering | 1:35.226 | +0.822    | 13   |
| 15  | Edoardo Mortara     | Telmex Team Arden             | 1:35.284 | +0.880    | 171  |
| 16  | Davide Rigon        | Trident Racing                | 1:35.284 | +0.880    | 15   |
| 17  | Kamui Kobayashi     | DAMS                          | 1:35.328 | +0.924    | 16   |
| 18  | Diego Nunes         | iSport International          | 1:35.360 | +0.956    | 211  |
| 19  | Jérôme d'Ambrosio   | DAMS                          | 1:35.395 | +0.991    | 18   |
| 20  | Luiz Razia          | FMS International             | 1:35.412 | +1.008    | 19   |
| 21  | Giacomo Ricci       | David Price Racing            | 1:35.806 | +1.402    | 20   |
| 22  | Dani Clos           | Fat Burner Racing Engineering | 1:35.974 | +1.570    | 262  |
| 23  | Nelson Panciatici   | Durango                       | 1:36.031 | +1.627    | 22   |
| 24  | Sergio Pérez        | Telmex Team Arden             | 1:36.051 | +1.647    | 23   |
| 25  | Michael Herck       | David Price Racing            | 1:36.111 | +1.707    | 24   |
| 26  | Ricardo Teixeira    | Trident Racing                | 1:37.278 | +2.874    | 25   |

- Nota 1:  Punido com a perda de três posições.
- Nota 2:  Punido com a perda de dez posições.

#### Resultado
| Pos      | Piloto               | Equipa                        | Voltas | Tempo/Aband. | Grelha | Pontos |
| -------- | -------------------- | ----------------------------- | ------ | ------------ | ------ | ------ |
| 1        | Vitaly Petrov        | Barwa Addax Team              | 34     | 57:57.260    | 3      | 11*    |
| 2        | Luca Filippi         | Super Nova Racing             | 34     | +6.563       | 2      | 8      |
| 3        | Davide Valsecchi     | Durango                       | 34     | +7.155       | 10     | 6      |
| 4        | Alberto Valerio      | Piquet GP                     | 34     | +19.649      | 11     | 5      |
| 5        | Nico Hülkenberg      | ART Grand Prix                | 34     | +19.948      | 1      | 6**    |
| 6        | Pastor Maldonado     | ART Grand Prix                | 34     | +23.967      | 12     | 3      |
| 7        | Javier Villa         | Super Nova Racing             | 34     | +27.011      | 8      | 2      |
| 8        | Lucas di Grassi      | Fat Burner Racing Engineering | 34     | +28.508      | 13     | 1      |
| 9        | Andreas Zuber        | FMS International             | 34     | +28.835      | 6      |        |
| 10       | Davide Rigon         | Trident Racing                | 34     | +29.312      | 16     |        |
| 11       | Diego Nunes          | iSport International          | 34     | +29.712      | 18     |        |
| 12       | Dani Clos            | Fat Burner Racing Engineering | 34     | +31.849      | 22     |        |
| 13       | Karun Chandhok       | Ocean Racing Technology       | 34     | +34.559      | 5      |        |
| 14       | Ricardo Teixeira     | Trident Racing                | 34     | +39.001      | 26     |        |
| 15       | Giedo van der Garde‡ | iSport International          | 34     | +50.216      | 12     |        |
| 16 (Ret) | Roldán Rodríguez     | Piquet GP                     | 26     | DNF          | 9      |        |
| 17 (Ret) | Romain Grosjean      | Barwa Addax Team              | 25     | DNF          | 3      |        |
| 18 (Ret) | Edoardo Mortara      | Telmex Team Arden             | 20     | DNF          | 15     |        |
| 19 (Ret) | Nelson Panciatici    | Durango                       | 18     | DNF          | 23     |        |
| 20 (Ret) | Álvaro Parente       | Ocean Racing Technology       | 15     | DNF          | 7      |        |
| 21 (Ret) | Giacomo Ricci        | David Price Racing            | 14     | DNF          | 21     |        |
| 22 (Ret) | Luiz Razia           | FMS International             | 13     | DNF          | 20     |        |
| 23 (Ret) | Jérôme d'Ambrosio    | DAMS                          | 7      | DNF          | 19     |        |
| 24 (Ret) | Michael Herck        | David Price Racing            | 4      | DNF          | 25     |        |
| 25 (Ret) | Kamui Kobayashi      | DAMS                          | 2      | DNF          | 17     |        |
| 26 (Ret) | Sergio Pérez         | Telmex Team Arden             | 2      | DNF          | 24     |        |

* Foi adicionado um ponto por ter feito a volta mais rápida.

** Foram adicionados dois pontos por ter feito a pole position.

‡= Punido com o acréscimo de 25 segundos no tempo de prova.

### Corrida 2
Nota: A grelha de partida para a 2ª Corrida é estabelecida de acordo com a classificação da 1ª Corrida, com os 8 primeiros em posições invertidas.
| Pos      | Piloto              | Equipa                        | Voltas | Tempo/Aband. | Grelha | Pontos |
| -------- | ------------------- | ----------------------------- | ------ | ------------ | ------ | ------ |
| 1        | Lucas di Grassi     | Fat Burner Racing Engineering | 23     | 37:17.075    | 1      | 7*     |
| 2        | Javier Villa        | Super Nova Racing             | 23     | +3.853       | 2      | 5      |
| 3        | Vitaly Petrov       | Barwa Addax Team              | 23     | +5.351       | 8      | 4      |
| 4        | Nico Hülkenberg     | ART Grand Prix                | 23     | +8.991       | 4      | 3      |
| 5        | Pastor Maldonado    | ART Grand Prix                | 23     | +10.426      | 3      | 2      |
| 6        | Alberto Valerio     | Piquet GP                     | 23     | +11.197      | 5      | 1      |
| 7        | Dani Clos           | Fat Burner Racing Engineering | 23     | +16.281      | 12     |        |
| 8        | Davide Rigon        | Trident Racing                | 23     | +20.066      | 10     |        |
| 9        | Edoardo Mortara     | Telmex Team Arden             | 23     | +24.368      | 18     |        |
| 10       | Álvaro Parente      | Ocean Racing Technology       | 23     | +24.6        | 20     |        |
| 11       | Diego Nunes         | iSport International          | 23     | +28.6        | 11     |        |
| 12       | Romain Grosjean     | Barwa Addax Team              | 23     | +32.7        | 17     |        |
| 13       | Giedo van der Garde | iSport International          | 23     | +34.6        | 15     |        |
| 14       | Karun Chandhok      | Ocean Racing Technology       | 23     | +35.4        | 13     |        |
| 15       | Jérôme d'Ambrosio   | DAMS                          | 23     | +40.0        | 23     |        |
| 16       | Sergio Pérez        | Telmex Team Arden             | 23     | +41.1        | 26     |        |
| 17       | Roldán Rodríguez    | Piquet GP                     | 23     | +42.3        | 16     |        |
| 18       | Ricardo Teixeira    | Trident Racing                | 23     | +52.2        | 14     |        |
| 19       | Andreas Zuber       | FMS International             | 23     | +1:02.3      | 9      |        |
| 20       | Luiz Razia          | FMS International             | 23     | +1:37.7      | 22     |        |
| 21       | Kamui Kobayashi     | DAMS                          | 19     | +4 voltas    | 25     |        |
| 22 (Ret) | Luca Filippi        | Super Nova Racing             | 18     | DNF          | 7      |        |
| 23 (Ret) | Giacomo Ricci       | David Price Racing            | 14     | DNF          | 21     |        |
| 24 (Ret) | Nelson Panciatici   | Durango                       | 12     | DNF          | 19     |        |
| 25 (Ret) | Michael Herck       | David Price Racing            | 3      | DNF          | 24     |        |
| 26 (Ret) | Davide Valsecchi    | Durango                       | 0      | DNF          | 6      |        |

## Tabela do campeonato após a ronda
Observe que somente as cinco primeiras posições estão incluídas na tabela.
| Pos | Var     | Piloto            | Pontos |
| --- | ------- | ----------------- | ------ |
| 1   | 1       | Vitaly Petrov     | 33     |
| 2   | 1       | Romain Grosjean   | 31     |
| 3   | Estável | Jérôme d'Ambrosio | 18     |
| 4   | Estável | Pastor Maldonado  | 17     |
| 5   | 1       | Nico Hülkenberg   | 17     |

| Pos | Var     | Construtor                    | Pontos |
| --- | ------- | ----------------------------- | ------ |
| 1   | Estável | Barwa Addax Team              | 64     |
| 2   | 1       | ART Grand Prix                | 34     |
| 3   | 1       | DAMS                          | 21     |
| 4   | 4       | Super Nova Racing             | 20     |
| 5   | 1       | Fat Burner Racing Engineering | 16     |

## Ver Também
- Istanbul Park